# Phalanta asinia
Phalanta asinia är en fjärilsart som beskrevs av Hans Fruhstorfer 1904. Phalanta asinia ingår i släktet Phalanta och familjen praktfjärilar. Inga underarter finns listade i Catalogue of Life.